# Vauban (panserkrydser)
Den franske panserkrydser Vauban var sammen med søsterskibet Duguesclin de første franske panserkrydsere bygget af jern og stål. Tidligere havde man brugt træ i skrogkonstruktionen, men stålet gav en bedre pladsudnyttelse. Som forgængerne var Vauban klassificeret som et slagskib til stationstjeneste i kolonierne ("Stationnaire"), men i praksis er skibet at betragte som en panserkrydser. Navnet er til ære for Marquisen af Vauban, der var marskal af Frankrig og sin tids bedste fæstningskonstruktør.